# Middelklassehelt
Middelklassehelt er debutalbummet fra den danske singer-songwriter Thomas Holm. Albummet blev udgivet den 26. april 2010 på Copenhagen Records. Albummet er produceret af Henrik Balling.

## Sporliste
| Middelklassehelt | Middelklassehelt          | Middelklassehelt | Middelklassehelt | Middelklassehelt | Middelklassehelt | Middelklassehelt | Middelklassehelt | Middelklassehelt | Middelklassehelt |
| #                | Titel                     | Sangskriver(e)   | Længde           |                  |                  |                  |                  |                  |                  |
| ---------------- | ------------------------- | ---------------- | ---------------- | ---------------- | ---------------- | ---------------- | ---------------- | ---------------- | ---------------- |
| 1.               | "Byens bitreste mand"     | Thomas Holm      | 3:39             |                  |                  |                  |                  |                  |                  |
| 2.               | "Nitten"                  | T.Holm           | 3:53             |                  |                  |                  |                  |                  |                  |
| 3.               | "Selvmord på dansegulvet" | T.Holm           | 3:20             |                  |                  |                  |                  |                  |                  |
| 4.               | "En stivnet smiler"       | T.Holm           | 3:31             |                  |                  |                  |                  |                  |                  |
| 5.               | "Hvad mere vil du have"   | T.Holm           | 4:21             |                  |                  |                  |                  |                  |                  |
| 6.               | "Almindelige mennesker"   | T.Holm           | 3:55             |                  |                  |                  |                  |                  |                  |
| 7.               | "Lidt for lidt"           | T.Holm           | 3:55             |                  |                  |                  |                  |                  |                  |
| 8.               | "Middelklassehelt"        | T.Holm           | 3:27             |                  |                  |                  |                  |                  |                  |
| 9.               | "Samtalekøkken"           | T.Holm           | 4:27             |                  |                  |                  |                  |                  |                  |
| 10.              | "Har du forstået"         | T.Holm           | 3:35             |                  |                  |                  |                  |                  |                  |
| 11.              | "Mere endnu"              | T.Holm           | 3:45             |                  |                  |                  |                  |                  |                  |
| 41:48            |                           |                  |                  |                  |                  |                  |                  |                  |                  |